# Grammy Trustees Award
Il Grammy Trustees Award è uno dei sei premi speciali dei Grammy Award. Assegnati a partire dal 1967, il premio viene conferito dalla Recording Academy agli individui che, durante la loro carriera nella musica, hanno contribuito in maniera significativa al campo della registrazione.
Differisce dal Grammy Lifetime Achievement Award, che onora gli artisti.
Dal 1983 questo premio può essere consegnato anche ad attori.

## Albo d'oro

### Anni 1960
- 1967: Georg Solti e John Culshaw
- 1968: Duke Ellington, Billy Strayhorn e Krzysztof Penderecki

### Anni 1970
- 1970: Robert Moog
- 1971: Chris Albertson, John Hammond, Larry Hiller e Paul Weston
- 1972: The Beatles
- 1977: Thomas Edison e Leopold Stokowski
- 1979: Goddard Lieberson e Frank Sinatra

### Anni 1980
- 1981: Count Basie e Aaron Copland
- 1983: Les Paul
- 1984: Béla Bartók
- 1985: Eldridge Johnson
- 1986: George e Ira Gershwin
- 1987: Harold Arlen, Emile Berliner, Jerome Kern e Johnny Mercer
- 1989: Walt Disney, Quincy Jones e Cole Porter

### Anni 1990
- 1990: Dick Clark
- 1991: Milt Gabler, Berry Gordy e Sam Phillips
- 1992: Thomas A. Dorsey, Christine Farnon, Oscar Hammerstein II e Lorenz Hart
- 1993: W. C. Handy, George T. Simon, Ahmet e Nesuhi Ertegün
- 1994: Norman Granz
- 1995: Pierre Cossette
- 1996: George Martin e Jerry Wexler
- 1997: Herb Alpert, Jerry Moss, Burt Bacharach, Hal David, Alan Jay Lerner, Frederick Loewe, Jerry Leiber e Mike Stoller
- 1998: Holland-Dozier-Holland, Frances Preston e Richard Rodgers
- 1999: Kenneth Gamble e Leon Huff

### Anni 2000
- 2000: Clive Davis e Phil Spector
- 2001: Arif Mardin e Phil Ramone
- 2002:Tom Dowd e Alan Freed
- 2003: Alan Lomax e New York Philharmonic
- 2004: Gerry Goffin, Carole King, Orrin Keepnews e Marian McPartland
- 2005: Hoagy Carmichael, Don Cornelius, Alfred Lion e Billy Taylor
- 2006: Chris Blackwell, Owen Bradley e Al Schmitt
- 2007: Estelle Axton, Cosimo Matassa e Stephen Sondheim
- 2008: Olumide Chapters, Jac Holzman e Willie Mitchell
- 2009: George Avakian, Elliott Carter e Allen Toussaint

### Anni 2010

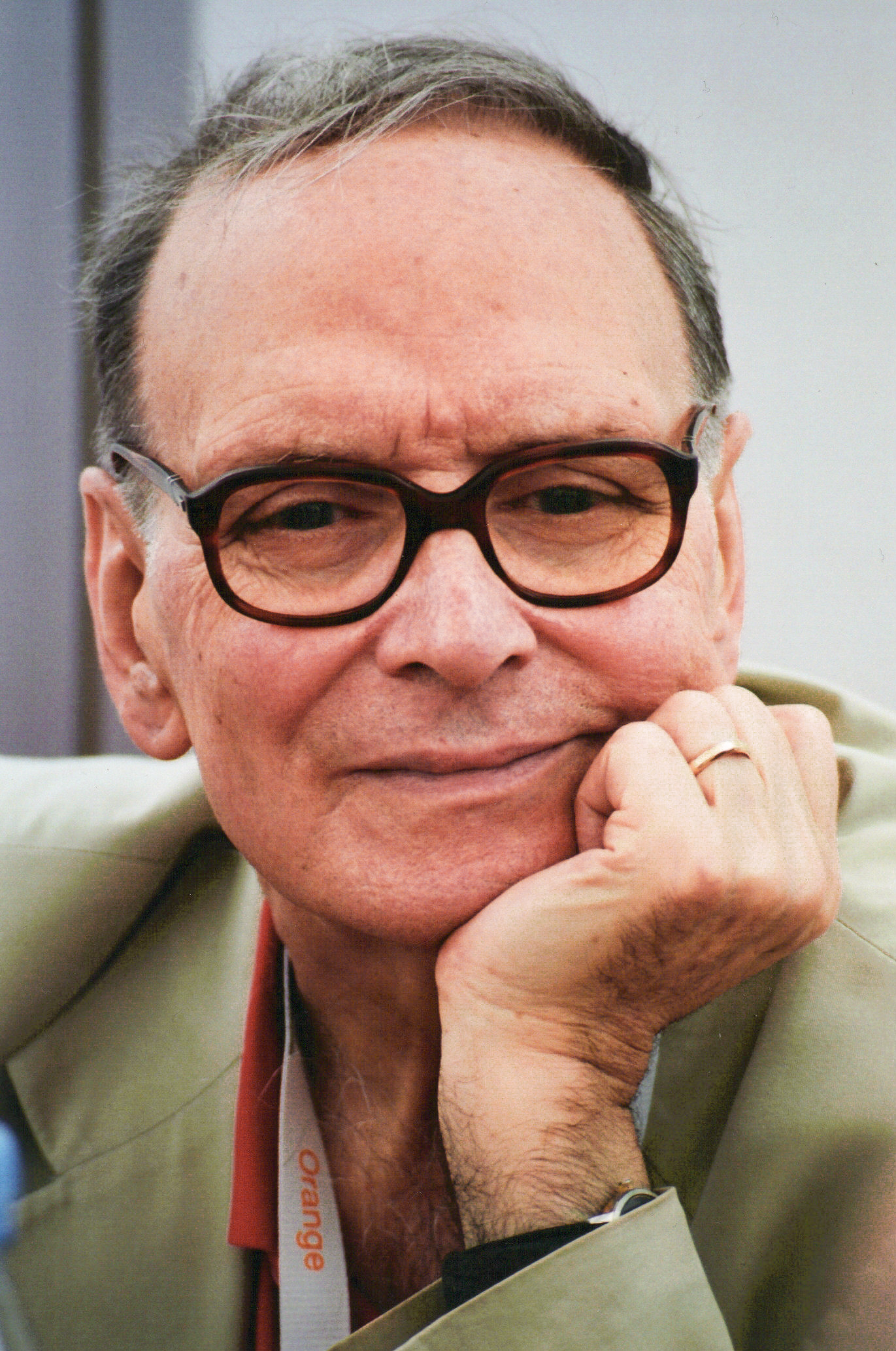
Ennio Morricone ha ricevuto il Grammy Trustees Award nel 2014.

- 2010: Harold Bradley, Florence Greenberg e Walter C. Miller
- 2011: Al Bell, Wilma Cozart Fine e Bruce Lundvall
- 2012: Dave Bartholomew, Steve Jobs e Rudy Van Gelder
- 2013: Alan e Marilyn Bergman, Leonard Chess, Phil Chess e Alan Livingston
- 2014: Ennio Morricone[2], Rick Hall e Jim Marshall
- 2015: Barry Mann, Cynthia Weil, Richard Perry e George Wein
- 2016: John Cage, Fred Foster e Chris Strachwitz
- 2017: Thom Bell, Mo Ostin e Ralph S. Peer
- 2018: Bill Graham, Seymour Stein e John Williams
- 2019: Lou Adler, Ashford & Simpson e Johnny Mandel

### Anni 2020
- 2020: Frank Buckley Walker, Ken Ehrlich e Philip Glass[3]
- 2021: Ed Cherney, Benny Golson e Babyface[4]
- 2023: Henry Diltz, Ellis Marsalis Jr. e Jim Stewart[5]
- 2024: Peter Asher, DJ Kool Herc e Joel Katz